# Opogona praestans
Opogona praestans är en fjärilsart som beskrevs av Walsingham 1892. Opogona praestans ingår i släktet Opogona och familjen äkta malar. Inga underarter finns listade i Catalogue of Life.